# Charles Brackett
Charles Brackett (né le 26 novembre 1892 à Saratoga Springs, dans l'État de New York et mort le 9 mars 1969 à Los Angeles, en Californie) est un scénariste et producteur de cinéma américain.

## Filmographie

### Comme scénariste
- 1929 : Pointed Heels
- 1931 : Secrets of a Secretary
- 1935 : Enter Madame
- 1935 : Qui ? (College Scandal) d'Elliott Nugent
- 1935 : Without Regret
- 1935 : Intelligence Service (The Last Outpost)
- 1936 : Rose of the Rancho
- 1936 : Jim l'excentrique (Piccadilly Jim)
- 1936 : Hula, fille de la brousse (The Jungle Princess')
- 1937 : La Vie, l'Art et l'Amour (Live, Love and Learn) de George Fitzmaurice
- 1938 : La Huitième Femme de Barbe-Bleue (Bluebeard's Eighth Wife), d'Ernst Lubitsch
- 1938 : Cet âge ingrat (That Certain Age)
- 1939 : Ninotchka d'Ernst Lubitsch
- 1939 : What a Life
- 1940 : Éveille-toi mon amour (Arise, my love) de Mitchell Leisen
- 1941 : Par la porte d'or (Hold Back the Dawn)
- 1941 : Boule de feu (Ball of Fire)
- 1942 : Uniformes et Jupons courts (The Major and the Minor)
- 1943 : Les Cinq Secrets du désert (Five Graves to Cairo)
- 1944 : Skirmish on the Home Front
- 1945 : Le Poison (The Lost Weekend)
- 1946 : À chacun son destin (To Each His Own)
- 1947 : Honni soit qui mal y pense (The Bishop's Wife)
- 1948 : La Valse de l'empereur (The Emperor Waltz)
- 1948 : La Scandaleuse de Berlin (A Foreign Affair)
- 1948 : La Chasse aux millions (Miss Tatlock's Millions) de Richard Haydn
- 1950 : La Marche à l'enfer (Edge of Doom)
- 1950 : Boulevard du crépuscule (Sunset Blvd.)
- 1951 : La Mère du marié (The Mating Season)  de Mitchell Leisen
- 1951 : Agence Cupidon (The Model and the Marriage Broker)
- 1953 : Niagara
- 1953 : Titanic
- 1955 : La Fille sur la balançoire (The Girl in the Red Velvet Swing)
- 1956 : L'Enfant du divorce (Teenage rebel)
- 1959 : Voyage au centre de la Terre (Journey to the Center of the Earth)
- 1962 : La Foire aux illusions (State Fair)

### Comme producteur
- 1943 : Les Cinq Secrets du désert (Five Graves to Cairo)
- 1944 : La Falaise mystérieuse (The Uninvited)
- 1945 : Le Poison (The Lost Weekend)
- 1946 : À chacun son destin (To Each His Own)
- 1948 : La Valse de l'empereur (The Emperor Waltz)
- 1948 : La Scandaleuse de Berlin (A Foreign Affair)
- 1948 : La Chasse aux millions (Miss Tatlock's Millions) de Richard Haydn
- 1950 : Boulevard du crépuscule (Sunset Blvd.)
- 1951 : La Mère du marié (The Mating Season)
- 1951 : Agence Cupidon (The Model and the Marriage Broker)
- 1953 : Niagara
- 1953 : Titanic
- 1954 : Le Jardin du diable (Garden of Evil)
- 1954 : Les femmes mènent le monde (Woman's World)
- 1955 : Le Seigneur de l'aventure (The Virgin Queen)
- 1955 : La Fille sur la balançoire (The Girl in the Red Velvet Swing)
- 1956 : Au sixième jour (D-Day the Sixth of June)
- 1956 : Le Roi et moi (The King and I)
- 1956 : L'Enfant du divorce (Teenage rebel)
- 1957 : Les Naufragés de l'autocar (The Wayward Bus)
- 1958 : La Femme que j'aimais (The Gift of Love) de Jean Negulesco
- 1958 : 10, rue Frederick (Ten North Frederick) de Philip Dunne
- 1959 : The Remarkable Mr. Pennypacker
- 1959 : Blue-jeans (en) (Blue Denim)
- 1959 : Voyage au centre de la Terre (Journey to the Center of the Earth)
- 1960 : Le Démon de midi (High Time)